# Альберт Кнайп
Альберт Кнайп (нім. Albert Kneip; 9 липня 1921, Гамбург-Бланкенезе — 13 жовтня 1991, Тітізе-Нойштадт) — німецький офіцер-підводник, оберлейтенант-цур-зее крігсмаріне.

## Біографія
16 вересня 1939 року вступив на флот. З 1 лютого по 31 березня 1941 року пройшов практику вахтового офіцера на підводному човні U-5, з 1 квітня по 5 жовтня — курс підводника, після чого був направлений на будівництво U-174. З 26 листопада 1941 року — вахтовий офіцер-практикант, потім — 2-й вахтови офіцер на U-174. З 1 квітня 1942 року — 1-й вахтовий офіцер на U-171, на якому взяв участь в одному поході (17 червня — 9 жовтня 1942), під час якого були потоплені 3 кораблі загальною водотоннажністю 17 641 тонну. 9 жовтня 1942 року пережив потоплення U-171 і був врятований німецьким форпостенботом. 1 грудня 1942 року направлений на будівництво U-170. З 19 січня по 23 грудня 1943 року — 1-й вахтовий офіцер на U-170, на якому взяв участь у двох походах; під час другого походу був потоплений 1 корабель водотоннажністю 4663 тонни. 3-15 січня 1944 року пройшов курс кермування, з 16 січня по 29 лютого — курс командира човна. З березня 1944 по 28 квітня 1945 року — командир U-1223, на якому здійснив 1 похід (28 серпня — 24 грудня 1944), під час якого пошкодив 2 кораблі, 1 з яких — невиправно.
| Дата             | Назва корабля                              | Тип               | Тоннаж | Вантаж            | Екіпаж | Загинули | Країна             | Конвой  |
| ---------------- | ------------------------------------------ | ----------------- | ------ | ----------------- | ------ | -------- | ------------------ | ------- |
| 14 жовтня 1944   | HMCS Magog (K673) (безповоротно втрачений) | Фрегат            | 1,370  |                   | 150    | 3        | Канада             | ONS-33G |
| 2 листопада 1944 | Fort Thompson (пошкоджений)                | Торговий пароплав | 7,134  | Військові припаси | 58     | 0        | Британська імперія |         |

28 квітня 1945 року переданий в розпорядження 33-ї флотилії. 24 травня 1945 року взятий в полон британськими військами. 31 серпня 1945 року звільнений.

## Звання
- Кандидат в офіцери (16 вересня 1939)
- Морський кадет (1 лютого 1940)
- Фенріх-цур-зее (1 липня 1940)
- Оберфенріх-цур-зее (1 липня 1941)
- Лейтенант-цур-зее (1 березня 1942)
- Оберлейтенант-цур-зее (1 жовтня 1943)

## Нагороди
- Залізний хрест
  - 2-го класу (29 квітня 1940)
  - 1-го класу (28 грудня 1944)
- Нагрудний знак підводника (12 жовтня 1942)
- Фронтова планка підводника в бронзі (5 січня 1945)